# Luís Filipe Costa
Luís Filipe Correia da Costa ComL (isboa, 18 de març 1936 — Lisboa, 21 de juliol de 2020) va ser un periodista, locutor i director de la televisió portuguesa. Està casat amb l’actriu Isabel Medina el 1992 de segones noces, és pare del director Pedro Costa.

## Trajectòria
Va canviar el seu curs a la Facultat d'Economia per una carrera professional en radiodifusió. Va dirigir el Servei de Notíciari de Rádio Clube Português (RCP) que, a la dècada del 1960 va revolucionar el periodisme radiofònic a Portugal.
Va participar voluntàriament a la Revolució dels Clavells llegint, pel micròfon de RCP, els comunicats del Movimento das Forças Armadas.
Després del 25 d'abril, va traslladar la seva activitat a la RTP on va realitzar pel·lícules de ficció, documentals i obres de teatre. El 1988, la pel·lícula Morte d'Homem va rebre el Gran Premi al Festival de Cinema de Televisió de Chianchino (Itàlia) i el 2n Premi al Festival Internacional de Cinema de Figueira da Foz.
La sèrie documental Há só uma Terra, que va introduir el tema de l'ecologia a la programació televisiva portuguesa, va ser distingida amb el Premi de la Crítica del Diário de Lisboa.
Va ser autor de les novel·les A Borboleta na Gaiola i Agora e na Hora da sua Morte.
És un dels entrevistats del llibre Contas à Vida - Histórias do Tempo que Passa (2005, Sete Caminhos) escrit per Viriato Teles.

## Filmografia (televisió)
- Uma Cidade Como a Nossa (1981, Série)
- Arco Íris (1982, Série)
- Arroz Doce (1985, Série)
- Jaz Morto e Arrefece (1989)
- Só Acontece aos Outros (1985)
- Happy End (1985)
- Quando as Máquinas Param (1985)
- A Borboleta na Gaiola (1987)
- Era Uma Vez Um Alferes (1987)
- Morte D'Homem (1988)
- Muito Tarde para Ficar Só (1988)
- Uma Outra Ordem (1991)
- Terra Instável (1991, Série)
- Um Crime Perfeito (1992)
- Uma Mulher Livre (1992)
- Os Contos do Mocho Sábio (1992, Série)
- Comédia de Camas (1993)
- Desencontros (1995, Telenovela)
- Mistérios de Lisboa (1996)
- Polícias (1996, Série)
- Estúdio Um (1997, Mini-série)
- Fuga (1999)
- Raul Solnado - O Estado da Graça (2002, documental)
- Mel Azedo
- Em Lisboa Uma Vez
- Década de Setenta
- Resistência
- Há Só Uma Terra
- O Pai (1997)
- Jaz Morto e Arrefece
- Crimes Pré-Feitos
- José Viana
- Bernardo Santareno

## Encenificacions teatrals
- África (escrita i interpretada per Isabel Medina).

## Llibres
- A Borboleta na Gaiola - romance (1984)[5]
- Agora e na Hora da Sua Morte - romance (1988)[5]

## Premis i distincions
- Premi Casa da Imprensa a la millor emissora els anys 1966 i 1974.
- Premi SER (Societat Espanyola de Radiodifusió) l'any 1968.
- Com a director, va guanyar el premi de la ràdio hongaresa amb el programa "Quem tem Medo de Brahms?".
- El 2011 va rebre el Premi a la Consagració a la Carrera de la Societat Portuguesa d'Autors.[6]
- Va ser guardonat el 25 d'abril de 2011 amb el Grau de Comandant de l'Ordem da Liberdade.[7][8]